# Annie Reballio-Siewe
Annie Reballio-Siewe (Amsterdam, 21 augustus 1877 – Wassenaar, 27 mei 1962) was een Nederlands sopraan.
Anna Jacoba Hendrina Siewe was dochter van hotelportier Josephus Hermanus Siewe en Sara Jacoba Hendrina Braams. Ze huwde met kunstliefhebber en -handelaar Albertus Hermanus Johannes (Albert) Reballio, secretaris van de Rotterdamse Kunstvereniging en houder van Kunsthandel Arti aan de Kneuterdijk 16. Het huwelijk bleef kinderloos.
Zij kreeg haar opleiding aan het conservatorium in Brussel en sloot af met een eerste prijs (à l’unanimité) . Er volgde nog een driejarige opleiding in Frankfurt am Main. 
Een van de eerste concerten waarbij haar naam vermeld, is een concert voor de Maatschappij voor den Werkenden Stand in Amsterdam werd. Onder dirigent Philip Loots werd op 11 januari 1899 werken van Felix Mendelssohn-Bartholdy en Theodoor Verhey uitgevoerd; het affiche vermeldde "Mej. Annie Siewe uit Brussel".  Ze ontwikkelde zich tot concert-, opera en oratoriumzangeres met optredens in Nederlands, België en Duitsland. In de periode 1899 tot 1909 stond ze tien keer op het podium van het Concertgebouw in Amsterdam. Ze zong met het Concertgebouworkest onder leiding van dirigenten Willem Mengelberg, Anton Averkamp, Gabriel Pierné, Hubert Cuypers en Anton Tierie. Opvallend daarbij is dat ze vier keer solist was in Le chant de la clôche van Vincent d'Indy, daarna alleen nog in 1912 en 1918 uitgevoerd door het orkest aldaar. 
Ze stond al vanaf 1907 ook bekend als zangpedagoge aan de Valeriusstraat (116) tot ze naar Rotterdam verhuisde. Tot in de jaren dertig was ze werkzaam bij de Muziekschool van de Maatschappij tot Bevordering der Toonkunst. Ze was er collega van Berthe Seroen en Louis van Tulder.
Ze overleed op 84-jarige leeftijd in Huize Sint Willibrordus te Wassenaar; haar man was al in 1936 overleden.